# Sandra Alvarenga
Sandra Ivette Alvarenga (* 27. Juni 1988 in Los Angeles. Kalifornien) ist eine US-amerikanische Schlagzeugerin, die derzeit bei Modern Day Escape spielt und bis 2010 bei Black Veil Brides aktiv war.

## Karriere
Mit Black Veil Brides veröffentlichte sie zwei EPs und ein Album. Im Jahr 2010 wurde sie durch Christian Coma am Schlagzeug ersetzt. Sie wechselte zur Gruppe Modern Day Escape, mit der sie 2012 das Album Under the Gun und 2013 New Life veröffentlichte. Derzeit befindet sich die Gruppe allerdings in einer musikalischen Pause.
Sandra Alvarenga war zudem Schlagzeugerin in der Band Open Your Eyes, mit der sie ihr Debütalbum Truth or Consequence veröffentlichte.

## Privates
Ihre Eltern stammen aus El Salvador.

## Diskographie

### Black Veil Brides
- 2010: We Stitch These Wounds (Album)

### Modern Day Escape
- 2012: Under the Gun (Album)

### Open Your Eyes
- 2016: Truth or Consequence (Album)